# Lippai Sándor
Lippai Sándor (Ricse, 1964. szeptember 6. –) labdarúgó, csatár.

## Pályafutása
1982 és 1986 között a Diósgyőri VTK labdarúgója volt. Az élvonalban 1981. november 28-án mutatkozott be a Debreceni MVSC ellen, ahol csapata 2–1-es vereséget szenvedett. 1986 és 1988 között a Bp. Honvéd játékosa volt. Tagja volt az 1987–88-as bajnokcsapatnak. Az élvonalban összesen 68 mérkőzésen szerepelt és 11 gólt szerzett.

## Sikerei, díjai
- Magyar bajnokság
  - bajnok: 1987–88
- Magyar kupa (MNK)
  - döntős: 1988